# دجاج سلطان
دجاج سلطان هي سلالة دجاج تعرف غالبًا باللون الأبيض وعرفها المكسو بالريش، وهي سلالة غالبًا ما تستعمل في حدائق الزينة، كما لها مقدرة على تحمل انخفاض الطقس، تعود أصولها إلى تركيا كما تنتشر في بعض الدول الأوروبية خصوصًا في ألمانيا.

## الوصف
متوسطة الحجم يبلغ وزن الذكر ما بين 1.5 إلى 2 كغم ووزن الانثى من 1 إلى 1.5 كغم.
وتعرف بلون ريشها الأبيض، الوفير، الذي يكسو كذلك عرفها وساقيها وأصابعها.

## إنتاج البيض
إنتاجها منخفض من البيض حيث تضع حوالي 70 بيضة سنويًا.

## الانتشار
تم تصدير السلالة لأول مرة من بلدها الأصلي في عام 1854 من تركيا إلى أوروبا الغربية، عندما استوردت السيدة إليزابيث واتس من هامبستيد، قطيعًا صغيرًا من دجاج سلطان إلى بريطانيا بلندن.
ثم شوهد في أمريكا الشمالية بحلول عام 1867، وتم تسجيله رسميًا في قائمة معيار الكمال American Standard of Perfection ل جمعية الدواجن الأمريكية في عام 1874.

## روابط ويكيبيدية
- دجاج اورلوف
- نادي الدواجن البريطاني
- دجاج ذات الرقبة العارية
- دجاج الليجهورن
- دجاج البراهما

## روابط متعلقة بالمقالة
- Sultan's نسخة محفوظة 16 أغسطس 2009 على موقع واي باك مشين. at mypetchicken